# Szoros

Szoros vázlata

A tenger vagy folyó szűk, mély áttörési völgye, a szoros, környezetéhez képest szűk, hajózható csatorna, amely két hajózható víztömeget köt össze. Általában olyan csatorna, amely két szárazföldi tömb közt helyezkedik el, de szorosnak nevezik az olyan csatornát is, melyet mindkét oldalán nem hajózható vizek szegélyeznek (például azért, mert ezek a szomszédos vizek túl sekélyek, vagy bennük zátonyok, szigetívek teszik lehetetlenné a hajózást). Hegyek által közrefogott vízfolyás, szakadék, szűk út, hágó neve lehet „hegyszoros”.
Sok szoros gazdasági és/vagy katonai-politikai értelemben kiemelt fontosságú, mert forgalmas kereskedelmi vagy hadászatilag jelentős útvonal halad rajta keresztül. A hajózható vizek összekötésére sok mesterséges szoros épült, de ezek elnevezése általában nem szoros, hanem csatorna. Szintén nem nevezik szorosnak a hajózható vizeket összekötő természetes vízfolyásokat.
A szoros a földhídnak  nevezhető földszoros, vagy a görögből (iszthmosz) „negatívja” vagyis ami két víztömeggel határolt viszonylag széles szárazföldet összekötő keskeny szárazföldi sávot jelent. Pl. a Panama-csatorna szárazföldi környezetét gyakran nevezik Panamai-földszorosnak.
Általában nem szoros az olyan csatorna sem, amely egy öböl bejáratát jelenti a tenger vagy egy nagy tó felől. (Ilyenek lehetnek például a fjordok is.) Kivétel például a kaliforniai Golden Gate-szoros, amelyet szorosnak szoktak tekinteni.

## Ismert szorosok

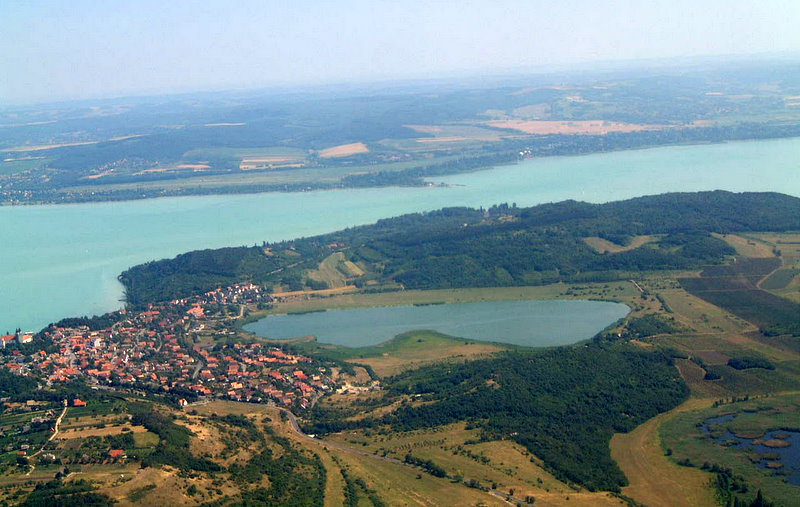
A Tihanyi-szoros

Néhány a világ ismert szorosai közül:

### A történelmi Magyarország területén
- Tihanyi-szoros: a Balaton keleti és nyugati medencéje között
- Vaskapu-szoros: folyami szurdokvölgy az Al-Dunán, Szerbia és Románia határán
- Ojtozi-szoros: hegyszoros a Keleti-Kárpátokban (Dél-Erdély)
- Békás-szoros: szurdokvölgy a Hagymás-hegységben (Észak-Erdély)

### Európában

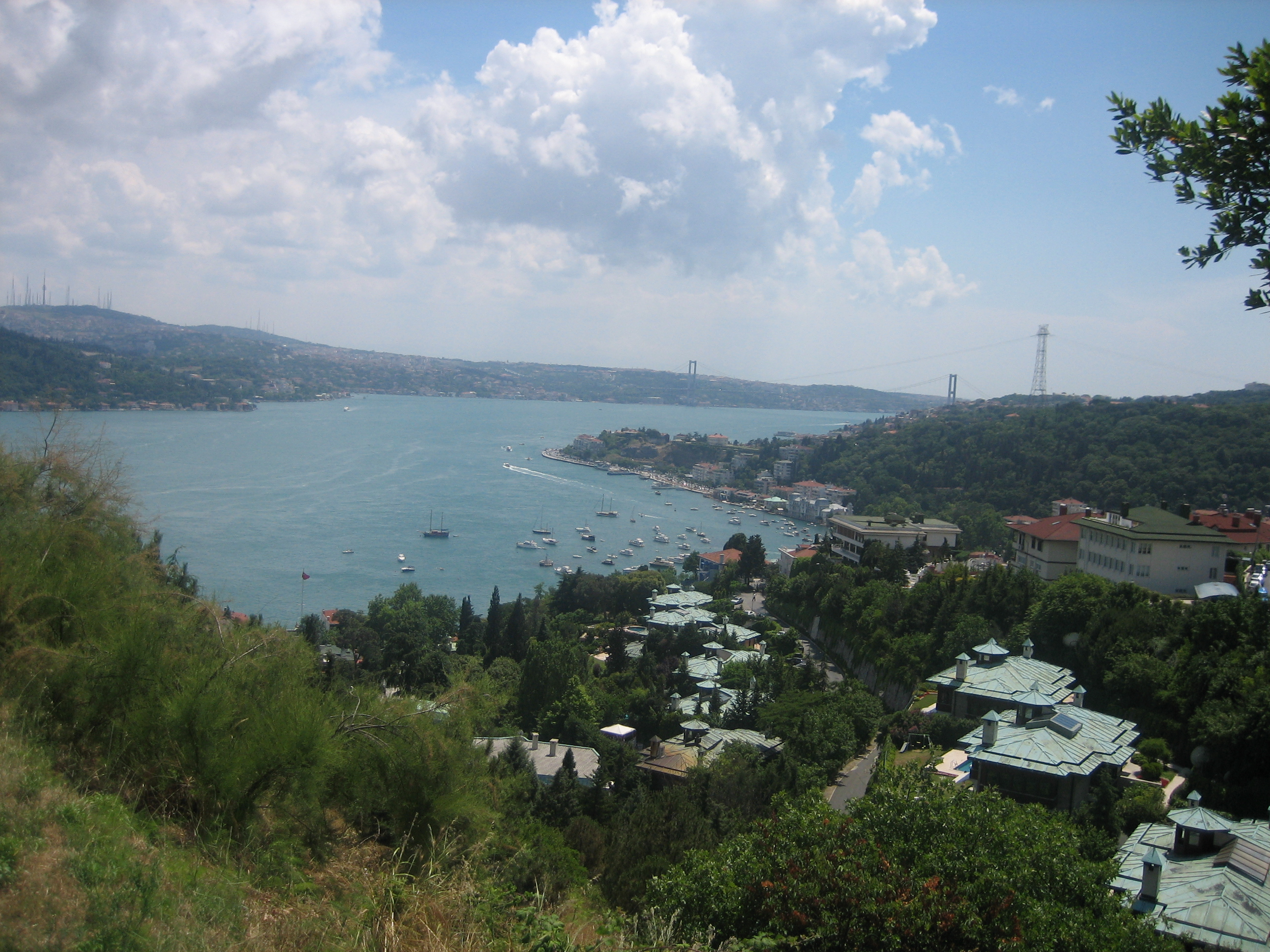
A Boszporusz látképe

- Doveri-szoros: Anglia és Franciaország közt
- Gibraltári-szoros: az Atlanti-óceán és a Földközi-tenger közti egyetlen természetes csatorna
- Boszporusz és a Dardanellák: amelyek a Földközi-tengert és a Fekete-tengert kapcsolják össze — egyúttal elválasztják Európát Ázsiától.
- Messinai-szoros: Szicília és a Calabriai-félsziget között (Dél-Olaszország)
- Salurni-szoros: hegyszoros az Etsch (Adige) folyó völgyében, a Dolomitok és a Déli-Mészkőalpok között (Észak-Olaszország)

### Európán kívül

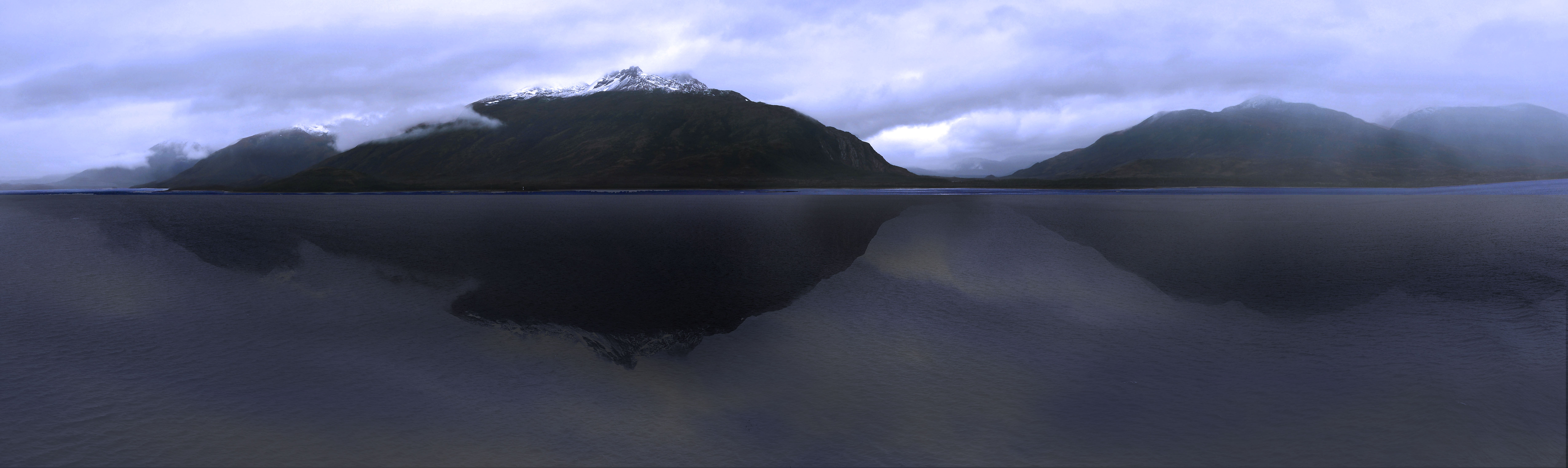
A Magellán-szoros (panorámakép)

- Palk-szoros, India és Srí Lanka között
- Magellán-szoros, az Atlanti- és a Csendes-óceán, illetve a Tűzföld és Dél-Amerika közt
- Bering-szoros, Alaszka és Szibéria közt
- Hormuzi-szoros, a Perzsa-öböl és az Ománi-öböl közt, amelyen keresztül olajat szállítanak nagy mennyiségben
- Malaka-szoros, a Maláj-félsziget és Szumátra közt, amely az Indiai-óceánt kapcsolja össze a Dél-kínai-tengerrel és amely a világ egyik legforgalmasabb tengeri szállítási útvonala
- Bass-szoros, az ausztrál kontinens és Tasmania között, amely az Indiai-óceánt és a Csendes-óceánt köti össze
- Cook-szoros, Új-Zéland északi és déli szigete között
- Golden Gate-szoros, a Csendes-óceán és a San Francisco-öböl között
- Cugaru-szoros: Japán két legnagyobb szigete, Honsú és Hokkaidó között
- Tatár-szoros: Szahalin szigete és az orosz szárazföld között

## Lásd még
- Leghosszabb tengerszorosok listája